# Földvár (Brassó megye)
Földvár (románul: Feldioara) falu a Brassó megyei Ucsa községben. Az Olt folyó partján helyezkedik el, távolsága Alsóucsa községközponttól 3 km.

## Története
A falutól 300 méterre délre, az Olt jobb partján római castrum, burg, és polgári település nyomaira bukkantak. Az archeológiai emlékek BV-I-s-A-11277 szám alatt szerepelnek a román műemlékek jegyzékében.
Földvár fogarasföldi román település. Már a 13. század elején említik Főldoar néven; nevét valószínűleg a római kori várromokról kapta. 1477-ig a kerci kolostor fennhatósága alá tartozott. A 16. században Báthory Boldizsár tulajdonát képezte.
1850-ben 693 lakosa volt, mindannyian románok. 1900-ban 547 lakosából 538 román, 9 német. 2011-ben 260 lakosából 251 román, 3 cigány, 6 nem nyilatkozott.
A trianoni békeszerződésig Fogaras vármegye alsóárpási járásához tartozott.